# الکساندر فیودورویچ کرنسکی
الکساندر فیودورویچ کرنسکی (۴ مه ۱۸۸۱ – ۱۱ ژوئن ۱۹۷۰ میلادی) سیاستمدار روسی و از مهم‌ترین رهبران انقلاب فوریه ۱۹۱۷ روسیه بود. او در سیمبیرسک - زادگاه ولادیمیر لنین - چشم به جهان گشود. پدرش آموزگار بود. پدرش همچنین مدتی معلم لنین بود. کرنسکی در ژوئیه ۱۹۱۷ به مقام نخست‌وزیری دولت مستعجل رسید. شغل اصلی او وکالت بود.

## انقلاب فوریه ۱۹۱۷

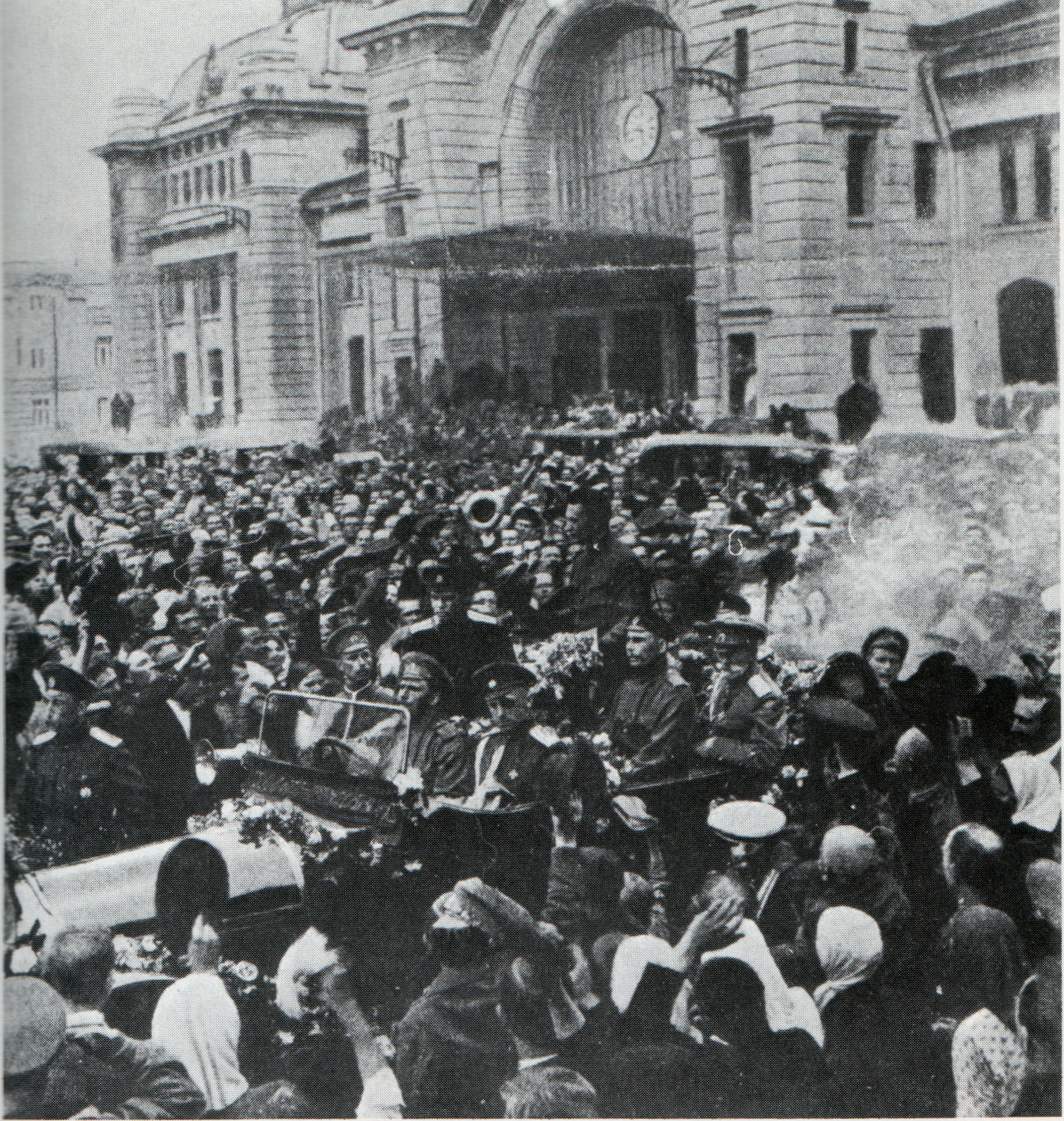
تجمع مردم در پی انقلاب فوریه ۱۹۱۷

او که یکی از مهم‌ترین رهبران انقلاب فوریه ۱۹۱۷ روسیه بود. در دولت موقت گئورگی لووف او ابتدا به مقام وزارت دادگستری و سپس به مقام وزارت جنگ منصوب شد. او در ۲۱ ژوئیه ۱۹۱۷ به مقام نخست‌وزیری دولت موقت منصوب شد.

## انقلاب اکتبر ۱۹۱۷
دولت وی در انقلاب اکتبر به‌وسیلهٔ بلشویکها سرنگون شد. بلشویک‌ها او را به فرانسه تبعید کردند. کرنسکی در زمان اقامت خود در پاریس، کتاب‌های گوناگونی دربارهٔ انقلاب روسیه منتشر ساخت.

## مهاجرت به آمریکا
او در سال ۱۹۴۰ میلادی و اشغال فرانسه توسط ارتش آلمان نازی در جریان جنگ جهانی دوم، به آمریکا گریخت. کرنسکی پس از حمله آلمان نازی به اتحاد جماهیر شوروی، در سال ۱۹۴۱ حمایت خود را از اتحاد جماهیر شوروی اعلام کرد. کرنسکی تا پایان زندگیش در ایالات متحده آمریکا اقامت گزید. او در چندین دانشگاه آمریکایی به تدریس پرداخت. کتاب «خاطرات کرنسکی» از تألیفات اوست. 

## نگارخانه

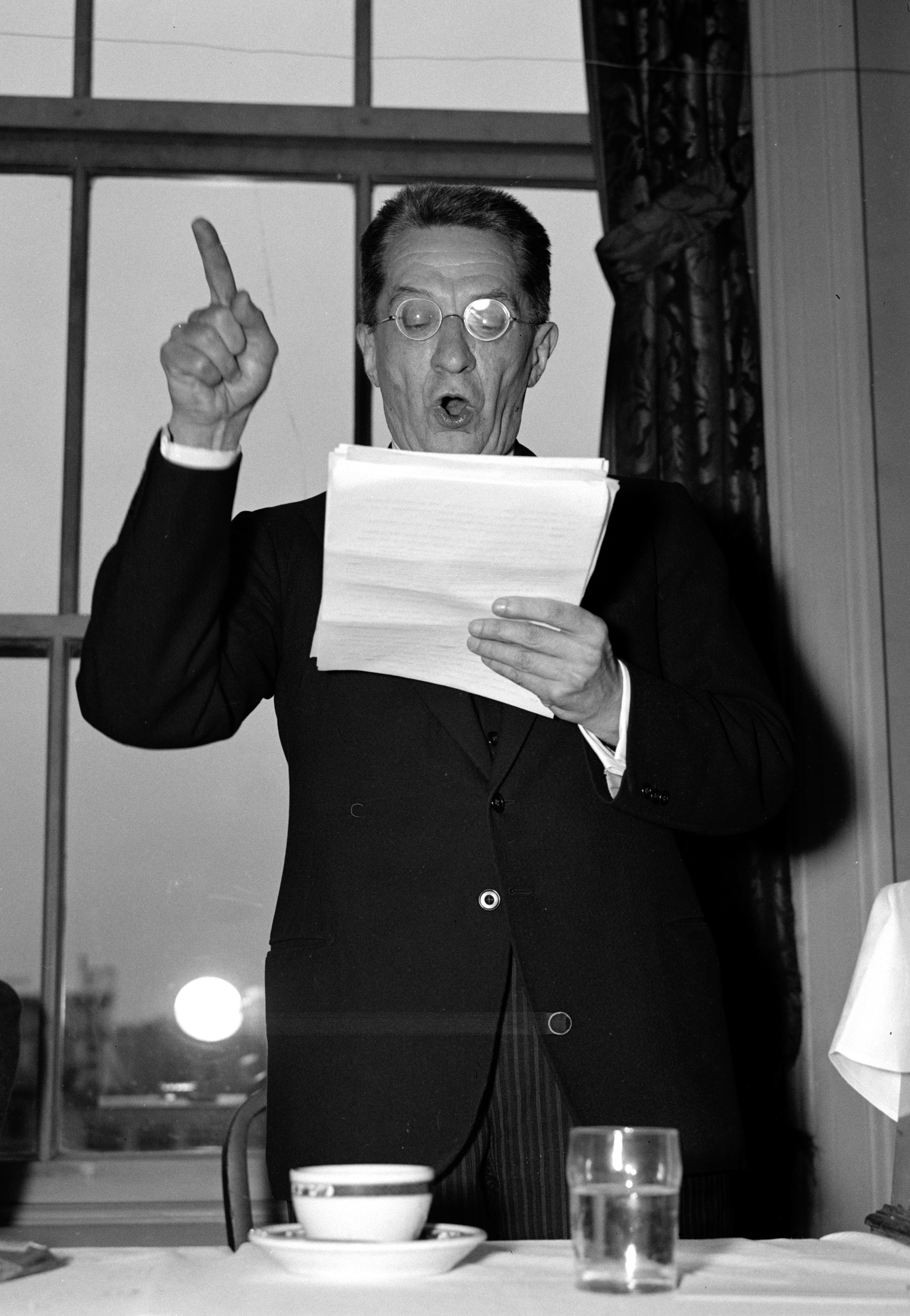
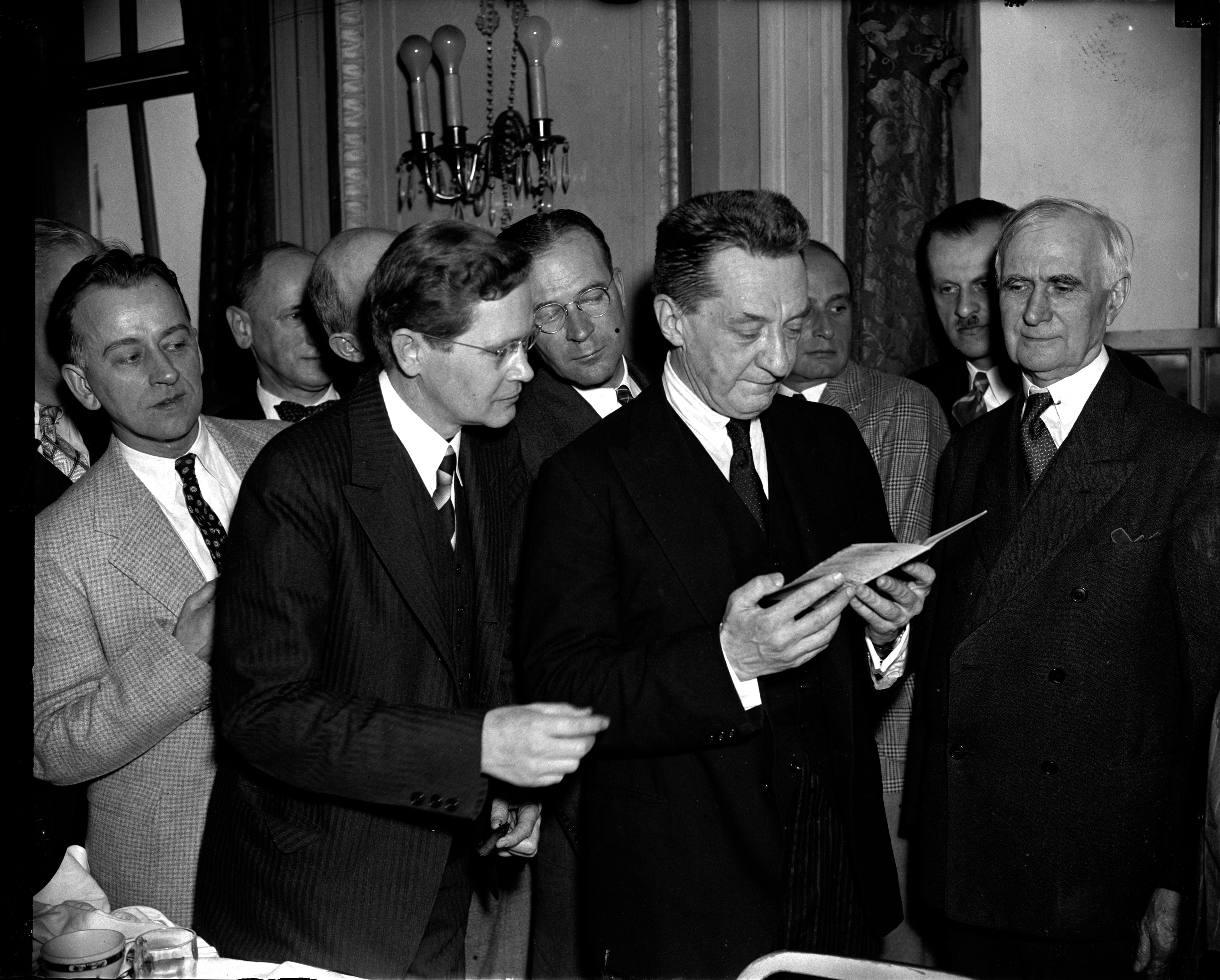
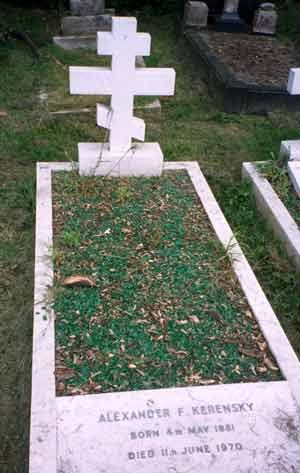